# Gliniszcze (rejon dokszycki)
Gliniszcze (biał. Глінішча; ros. Глинище) – wieś na Białorusi, w obwodzie witebskim, w rejonie dokszyckim, w sielsowiecie Krypule.

## Historia
W czasach zaborów w guberni wileńskiej Imperium Rosyjskiego.
W dwudziestoleciu międzywojennym wieś leżała w Polsce, w województwie wileńskim, w powiecie duniłowickim, od 1926 w powiecie dziśnieńskim, w gminie Parafianów.
Według Powszechnego Spisu Ludności z 1921 roku zamieszkiwało tu 155 osób, wszystkie były wyznania prawosławnego i zadeklarowały białoruską przynależność narodową. Było tu 25 budynków mieszkalnych. W 1931 w 29 domach zamieszkiwały 174 osoby.
Wierni należeli do parafii prawosławnej w Hnieździłowie. Miejscowość podlegała pod Sąd Grodzki w Dokszycach i Okręgowy w Wilnie; właściwy urząd pocztowy mieścił się w Parafianowie.